# Areios (Philosoph)
Areios (griech. Ἄρειος, lat. Arius oder Areus; * um 83 v. Chr.; † nach 9 v. Chr.) war ein Philosoph aus der ägyptischen Hauptstadt Alexandria und ein persönlicher Freund, Lehrer und Berater des römischen Feldherrn Octavian, des späteren Kaisers Augustus.

## Familie
Areios, der vermutlich etwa 20 Jahre älter war als Octavian, hatte zwei Söhne, Dionysios und Nicanor, die ebenfalls als philosophisch geschulte Lehrer tätig waren. Gaius Julius Nicanor, der Sohn des Areios, durfte später im Auftrag des Augustus den Athenern die Insel Salamis, die sie unter Sulla verloren hatten, zurückgeben.

## Philosophische und politische Rolle
Der Augustus-Biograf Sueton berichtet, dass Octavian sich durch den Umgang mit Areios und dessen Söhnen eine umfassende Bildung aneignete, die auch die Lektüre griechischer Werke im Original ermöglichte.
Areios muss durch seine Freundschaft mit Octavian beträchtlichen Einfluss auf dessen Verhalten und teilweise auch auf seine politischen Entscheidungen ausgeübt haben.
So berichtet der Geschichtsschreiber Cassius Dio davon, dass für Octavian nach der Eroberung Ägyptens 30 v. Chr. die Freundschaft zu Areios einer der Gründe gewesen ist, warum er Ägypten im Allgemeinen und die Stadt Alexandria im Besonderen mit Nachsicht und Milde behandelte. Der Augustus-Biograf Plutarch beschreibt, wie sich Octavian bei seinem politischen Auftreten im besiegten Alexandria von Areios beraten ließ. Die Hinrichtung Cäsarions durch Octavian wird auch Areios’ Rat zugeschrieben.
Der spätere Kaiser Julian teilt in einem Brief mit, dass Octavian Areios die Statthalterschaft von Ägypten angeboten habe, Areios dieses Amt jedoch zurückgewiesen habe. Offenbar zog Areios es in Einschätzung seiner eigenen Fähigkeiten vor, seinem bisherigen Tätigkeitsfeld treu zu bleiben.
Cassius Dio berichtet weiterhin, wie Maecenas, einer der engsten Berater Octavians, diesem nach der siegreichen Beendigung des Bürgerkriegs dazu riet, den neuen Staat auf monarchischen Grundsätzen aufzubauen und den Alleinherrscher dabei vor dem verderblichen Einfluss der Philosophen warnte, deren Treiben Umsturzversuche nähren könnte, wobei er allerdings Areios von Alexandria und Athenodoros von Tarsus (den Sohn des Sandon) ausnahm, weil er wusste, dass Octavian diese als „wackere und ehrenhafte Männer“ schätzte.
Der Philosoph Seneca berichtet, wie Areios Livia Drusilla, der Gattin des Augustus, nach dem Tode ihres Sohnes Drusus 9 v. Chr. durch passende Trostworte half, mit ihrem Leid fertigzuwerden.

## Unterscheidung von Areios Didymos
Der Altphilologe Hermann Diels identifiziert Areios, den Freund und „Hofphilosophen“ des Augustus, mit dem ebenfalls aus Alexandria stammenden Philosophen Areios Didymos, der doxographische Studien betrieb. Nach Wolfgang Gombocz legen neueste Forschungsergebnisse aber nahe, Areios, den „Hofphilosophen“ des Augustus, nicht mit dem Doxographen Areios Didymos gleichzusetzen.